# William Alexander Brown
William Alexander Brown ou William Henry Brown, né en 1815 et mort le 6 novembre 1884, dans le Minnesota, est un dramaturge et producteur de théâtre américain. Il est considéré comme le premier dramaturge noir connu en Amérique.

## Biographie
Brown est né aux Antilles et y a travaillé comme steward de navire. Après avoir quitté son travail, il s'installe dans une communauté de Free Negroes dans le quartier de Lower Manhattan à New York.
En 1816, il ouvre un jardin de plaisance (en) estival, l’African Grove Theatre (en), la première troupe de théâtre entièrement noire en Amérique destinée à répondre aux besoins de la communauté des Free negroes. L’African Grove propose de la musique, du théâtre et parfois des divertissements en plein air jusqu'à sa fermeture par les autorités en 1821.
Brown reforme son groupe d'interprètes à l’African Theatre (en) (également connu sous le nom d'African Company) et continue à se produire à l'extérieur. La compagnie théâtrale de Brown est constamment harcelée par des « voyous blancs ». Finalement, le Park Theatre (en) voisin, craignant la concurrence, et le shérif de la ville forcent l’African Theatre à fermer. Brown continue à se produire illégalement à l'extérieur. La dernière représentation de l’African Theatre a lieu sur Mercer et Houston Street en janvier 1824. Ce n'est qu'après la guerre de Sécession que des compagnies de théâtre entièrement noires recommencent à émerger.
L’African Theatre a présenté un programme de pièces classiques, de pièces populaires, de ballet, de musique et d'opéra. Le théâtre a produit des œuvres shakespeariennes, ainsi que des pièces écrites par Brown. Sa pièce la plus remarquable, The Drama of King Shotaway (en) (1823), basée sur la vie du leader des Garifunas Joseph Chatoyer (que Brown a appelé Shotaway dans la pièce) et sa révolte contre la Grande-Bretagne, est considérée comme la première pièce écrite par une personne d'origine africaine en Amérique. On pense que Brown a peut-être eu une expérience directe de la seconde guerre des Caraïbes lorsqu'il a travaillé comme steward de navire à l'époque de la traite atlantique.

## Importance
William Brown a créé le premier théâtre américain qui s'adressait aux Noirs de la même manière que le public blanc. C'était l'un des premiers espaces qui a donné aux Free negroes un sentiment d'inclusion, ainsi que la capacité de s'immerger dans la culture théâtrale et de se refléter dans des œuvres écrites par des dramaturges noirs et interprétées par des acteurs noirs,.
L’African Theatre a eu sa première pièce produite le 17 septembre 1821 : Richard III. Il a déménagé au 1215 Mercer Street à New York en 1822. Brown aurait autorisé un public blanc dans le théâtre, mais il n'était autorisé à s'asseoir qu'à l'arrière de la salle. Il a déclaré : « Les Blancs ne savent pas comment se conduire aux divertissements des dames et des messieurs de couleur ». La compagnie a ensuite produit d'autres pièces de théâtre, telles que Tom and Jerry de William Thomas Moncrieff. En 1824, l’African Theatre est cependant fermé.

## Controverse
Le théâtre de Brown s'est avéré être un succès menaçant pour les théâtres voisins, en particulier lorsqu'il a ouvert à côté du Park Theatre (en), un établissement bien établi. Peu de temps après, la police a fermé le théâtre après des plaintes du propriétaire du Park Theatre – Stephen Price – et des amateurs blancs de théâtre.